# Quetschentaart
Quetschentaart és una especialitat de les postres populars de Luxemburg, és un pastís de fruita amb Zwetschgen o prunes. Tradicionalment, és un plat de temporada que se serveix a la tardor després de tenir-hi madurades les prunes locals al setembre.
La massa consta de farina, llevat, llet i mantega. S'amassa i es deixa reposar durant mitja hora. La base del motlle es banya amb ou amb sucre, es col·loca en una font de forn i es cobreix amb prunes sense ossos disposades en cercles. S'enforna a 180 C durant 45 minuts fins que estigui llest.